# Alessandro De Pol
Andrea Meneghin (1972.) je bivši talijanski košarkaš i talijanski reprezentativac. Igrao je na mjestu krilo. Visine je 204 cm. Igrao je u Euroligi sezone 1998./99. za talijanski Pallacanestro Varese. Još je igrao za Pallacanestro Virtus iz Rima, Pallacanestro Trieste i druge klubove. S tršćanskim klubom koji je onda nosio ime sponzora Stefanela stigao je do završnice Kupa Radivoja Koraća. Kad je sponzor Stefanel otišao iz Trsta i postao sponzorom Olimpiji, trener Bogdan Tanjević i većina igrača tršćanskog kluba (Gregor Fučka, Dejan Bodiroga, Alessandro De Pol i Ferdinando Gentile) prešli su u Milano.